# Спорт в Ираке
Спорт в Ираке — один из элементов иракской культуры. В Ираке культивируются футбол, баскетбол, единоборства и некоторые другие виды спорта. Сборная Ирака по футболу в последние годы добилась довольно значительных успехов в международных соревнованиях.
В стране функционируют несколько лиг по различным видам спорта, команды которых спонсируются местными промышленными предприятиям. Например футбольный клуб Аль-Кахраба спонсирует Министерство электроэнергетики, а клуб Аль-Нафт — нефтяной промышленностью.

## Футбол
Футболом в Ираке руководит Иракская футбольная ассоциация. Она была основана в 1948 году. Является членом ФИФА с 1950 и членом Азиатской футбольной конфедерации с 1971 годов. Ассоциация управляет Иракской Премьер-лигой — первой по силе футбольной лигой Ирака.
Сборная страны обыграла в финале сборную Саудовской Аравии со счётом 1:0 и стала обладателем Кубка Азии по футболу 2007. Кроме этого в 2006 году сборная завоевала второе место на Азиатских играх. Олимпийская сборная на Летних Олимпийских играх 2004 в Афинах заняла 4-е место.
На кубке конфедераций 2009 заняла 3-е место в группе А сыграв два матча вничью со сборными ЮАР и Новой Зеландией 0:0 и проиграла сборной Испании 1:0.

## Баскетбол
Руководит баскетболом в стране Иракская баскетбольная ассоциация. В стране действуют по крайней мере две баскетбольные лиги для взрослых и юношей. Лучшие игроки выступают в Премьер-лиге.

## Единоборства
Ирак имеет своего чемпиона мира по кикбоксингу — Рияда Аль-Аззауи. Профессиональный реслер Аднан Аль-Кайсси известен под прозвищем Генерал Аднан.